# الدوري التشيكي لكرة القدم 2001–02
الدوري التشيكي لكرة القدم 2001-02 (بالتشيكية: Gambrinus liga 2001/02)‏ هو الموسم 9 من  الدوري التشيكي لكرة القدم. أقيم خلال الفترة 28 يوليو 2001 وحتى 10 مايو 2002، وكان عدد الأندية المشاركة فيه  16، وفاز فيه نادي سلوفان ليبيريتس.